# ناحیه دریاچه ایگل، شهرستان دم اوتر، مینه سوتا
ناحیه دریاچه ایگل (به انگلیسی: Eagle Lake Township) یک منطقهٔ مسکونی در ایالات متحده آمریکا است که در شهرستان اوتر تیل، مینه‌سوتا واقع شده‌است.
 ناحیه دریاچه ایگل ۹۳٫۳ کیلومتر مربع مساحت و ۳۶۷ نفر جمعیت دارد و ۳۹۴ متر بالاتر از سطح دریا واقع شده‌است.